# Sophie Angus
Pour les articles homonymes, voir Angus.
Sophie Angus, née le 12 mars 1999 à Weston, est une nageuse canadienne d'origine américaine. 

## Carrière
Ayant grandi dans le Connecticut, elle prend part aux sélections américaines pour les Jeux olympiques en 2016.
Elle fait ses débuts internationaux pour le Canada en 2018 aux Championnats du monde en petit bassin (26e du 100 m brasse). Un an plus tard, elle remporte la médaille de bronze sur le relais 4 × 100 m quatre nages à Universiade.
En 2022, elle gagne les sélections canadiennes sur 100 m brasse et se qualifie pour les Championnats du monde en grand bassin. Elle décroche aussi cette année deux médailles d'argent en relais aux Jeux du Commonwealth.
Aux Championnats du monde 2023, elle court la portion de brasse lors du relais 4 × 100 m quatre nages pour remporter la médaille de bronze.

## Palmarès

### Championnats du monde en grand bassin
- Championnats du monde 2023 à Fukuoka :
  -  Médaille de bronze du relais 4 × 100 m quatre nages.
- Championnats du monde 2024 à Doha :
  -  Médaille de bronze du relais 4 × 100 m quatre nages.

### Jeux du Commonwealth
- Jeux du Commonwealth de 2022 à Birmingham (Angleterre) :
  -  Médaille d'argent du relais 4 × 100 m quatre nages.
  -  Médaille d'argent du relais 4 × 100 m quatre nages mixte.